# Listă de filme britanice din 2008
Aceasta este o listă de filme britanice din 2008:

## Lista
| 2008                                     |                        |                                                                          |                     | |
| A Matter of Loaf and Death               | Nick Park              | Peter Sallis, Sally Lindsay                                              | Animated short      | Winner of BAFTA for Best Animated Short |
| Adulthood                                | Noel Clarke            | Noel Clarke, Scarlett Alice Johnson, Jacob Anderson                      | Drama               | |
| Agent Crush                              | Sean Robinson          | Brian Blessed, Neve Campbell                                             | Animation           | |
| Angus, Thongs and Perfect Snogging       | Gurinder Chadha        | Georgia Groome, Alan Davies, Aaron Johnson                               | Romantic Comedy     | |
| The Bank Job                             | Roger Donaldson        | Jason Statham, Saffron Burrows                                           | Thriller            | |
| Be Like Others                           | Tanaz Eshaghian        |                                                                          | Documentary         | |
| The Boy in the Striped Pyjamas           | Mark Herman            | David Thewlis, Asa Butterfield                                           | World War II drama  | |
| Brideshead Revisited                     | Julian Jarrold         | Emma Thompson, Michael Gambon                                            | Literary drama      | |
| Broken Lines                             | Sallie Aprahamian      | Paul Bettany, Olivia Williams                                            | Drama               | |
| A Bunch of Amateurs                      | Andy Cadiff            | Burt Reynolds, Samantha Bond                                             | Comedy              | |
| Cash and Curry                           | Sarjit Bains           | Ameet Chana, Ronny Jhutti                                                | Comedy              | |
| Caught in the Act                        | Matt Lipsey            | Steve Speirs, Sarah Barrand, Freddie Jones                               | Comedy              | |
| The Chronicles of Narnia: Prince Caspian | Andrew Adamson         | Ben Barnes, Georgie Henley, Skandar Keynes, William Moseley              | Fantasy             | |
| The Children                             | Tom Shankland          | Eva Birthistle, Stephen Campbell Moore, Jeremy Sheffield, Hannah Tointon | Horror              | |
| A Complete History of My Sexual Failures | Chris Waitt            |                                                                          | Documentary         | |
| Cottage, The                             | Paul Andrew Williams   | Andy Serkis, Reece Shearsmith                                            | Comedy/Horror       | |
| Death Defying Acts                       | Gillian Armstrong      | Guy Pearce, Catherine Zeta-Jones                                         | Romance/Thriller    | Co-production with Australia |
| Doomsday                                 | Neil Marshall          | Rhona Mitra Bob Hoskins Malcolm McDowell                                 | Sci-Fi/Action       | |
| Duchess, The                             | Saul Dibb              | Keira Knightley, Hayley Atwell, Ralph Fiennes                            | Historical drama    | Winner of Academy Award and BAFTA for Best Costume Design |
| Easy Virtue                              | Stephan Elliott        | Colin Firth, Kristin Scott-Thomas                                        | Drama               | |
| Eden Lake                                | James Watkins          | Kelly Reilly, Michael Fassbender, Jack O'Connell                         | Horror              | |
| The Edge of Love                         | John Maybury           | Keira Knightley, Sienna Miller                                           | Drama               | |
| The Escapist                             | Rupert Wyatt           | Brian Cox, Joseph Fiennes, Damian Lewis                                  | Thriller            | |
| Fifty Dead Men Walking                   | Kari Skogland          | Ben Kingsley, Jim Sturgess                                               | Thriller            | |
| Flashbacks of a Fool                     | Baillie Walsh          | Daniel Craig, Harry Eden                                                 | Drama               | |
| Franklyn                                 | Gerald McMorrow        | Ryan Phillippe, Eva Green, Sam Riley                                     | Neo-Noir            | |
| Freebird                                 | Jon Ivay               | Phil Daniels, Gary Stretch                                               | Comedy              | |
| French Film                              | Jackie Oudney          | Anne-Marie Duff, Hugh Bonneville                                         | Comedy              | |
| Good                                     | Vicente Amorim         | Viggo Mortensen, Jason Isaacs                                            | Drama               | |
| The Grind                                | Rishi Opel             | Jamie Foreman, Zoe Tapper, Danny John-Jules                              | Crime               | |
| Happy-Go-Lucky                           | Mike Leigh             | Sally Hawkins, Eddie Marsan                                              | Drama               | Winner of the Best Actress Prize at the Berlin Film Festival and the Golden Globe for Best Actress (Comedy or Musical)                                        |
| How to Lose Friends & Alienate People    | Robert B. Weide        | Simon Pegg, Megan Fox, Kirsten Dunst                                     | Comedy              | |
| Hunger                                   | Steve McQueen (artist) | Michael Fassbender                                                       | Drama               | Winner of the Caméra d'Or award at the 2008 Cannes Film Festival                                                                                              |
| Incendiary                               | Sharon Maguire         | Michelle Williams, Ewan McGregor                                         | Drama               | |
| Inkheart                                 | Iain Softley           | Brendan Fraser, Eliza Bennett, Paul Bettany, Helen Mirren                | Fantasy             | Co-production with the US |
| In Your Dreams                           | Gary Sinyor            | Dexter Fletcher, Elize du Toit, Parminder Nagra                          | Romance/Comedy      | |
| Lady Godiva                              | Vicky Jewson           | Phoebe Thomas, Matthew Chambers, Natalie Walter                          | Romance/Comedy      | |
| Lecture 21                               | Alessandro Baricco     | John Hurt, Leonor Watling                                                | Drama               | |
| Love Live Long                           | Mike Figgis            | Daniel Lapaine, Sophie Winkleman                                         | Drama               | |
| Mamma Mia!                               | Phyllida Lloyd         | Meryl Streep, Pierce Brosnan, Colin Firth                                | Musical             | This is the biggest grossing British film and biggest selling DVD of all-time in the UK                                                                       |
| Manolete                                 | Menno Meyjes           | Adrien Brody, Penélope Cruz                                              | Biopic              | Co-production with Spain |
| Man on Wire                              | James Marsh            | Philippe Petit's 1974 high-wire walk between the Twin Towers             | Documentary         | winner of the Academy Award for Best Documentary (Feature), the Alexander Korda Award for Best British Film and the Satellite Award for Best Documentary Film |
| Of Time and the City                     | Terence Davies         |                                                                          | Documentary         | |
| The Other Man                            | Richard Eyre           | Liam Neeson, Antonio Banderas                                            | Drama               | Co-production with the US |
| The Oxford Murders                       | Álex de la Iglesia     | Elijah Wood, John Hurt                                                   | Mystery             | |
| Quantum of Solace                        | Marc Forster           | Daniel Craig, Olga Kurylenko, Mathieu Amalric, Judi Dench                | Spy/Action          | James Bond Film |
| RocknRolla                               | Guy Ritchie            | Gerard Butler, Tom Wilkinson, Mark Strong, Thandie Newton                | Crime drama         | |
| Slumdog Millionaire                      | Danny Boyle            | Dev Patel, Freida Pinto, Anil Kapoor                                     | Drama               | 8 Oscar Wins including Best Picture and Best Director |
| Son of Rambow                            | Garth Jennings         | Bill Milner, Will Poulter                                                | Family comedy-drama | |
| Three and Out                            | Jonathan Gershfield    | Mackenzie Crook, Colm Meaney, Gemma Arterton, Imelda Staunton            | Tragic Comedy       | |
| Transsiberian                            | Brad Anderson          | Woody Harrelson, Emily Mortimer, Ben Kingsley                            | Thriller            | |
| Wild Child                               | Nick Moore             | Emma Roberts, Alex Pettyfer                                              | romantic comedy     | |